# Novelsis varicolor
Novelsis varicolor är en skalbaggsart som först beskrevs av Jayne 1882.  Novelsis varicolor ingår i släktet Novelsis och familjen ängrar. Inga underarter finns listade i Catalogue of Life.